# Ye šâxe nilufar
«Листок лотоса» (перс. یه شاخه نیلوفر‎ — Ye šâxe nilufar) — студийный альбом иранского певца и композитора Мохсена Чавоши, поступил в продажу 23 октября 2008 года. Это первый диск исполнителя, официально допущенный к распространению в Иране Министерством культуры и исламского соответствия.
Альбом включает 12 песен, авторы которых сам Мохсен Чавоши, Хоссейн Сафа, Амир Арджейни и Эслам Вали Мохаммади. Все записи спродюсированы Мохаммадом-Резой Ахари.
Альбом Ye šâxe nilufar стал самым продаваемым альбомом 1387 (2008) года в Иране

## Список композиций
1. یه شاخه نیلوفر (Ye šâxe nilufar) — Листок лотоса. (4:53)
2. کجاست؟ بگو (Kojâst? Begu) — Где, скажи? (5:55)
3. تبریک (Tabrik) — Поздравление. (5:53)
4. چرا؟ (Çerâ?) — Почему? (4:34)
5. قله‌ی خوشبختی (Gholleye xošbaxti) — Цветы счастья. (5:25)
6. هفته‌های تلخ من (Haftehâye talxe man) — Мои горькие недели. (4:32)
7. خاکستر (Xâkestar) — Ясень. (4:49)
8. ناز (Nâz) — Очарование. (5:10)
9. تو که نیستی (To ke nisti) — Когда тебя нет. (7:20)
10. دلتنگی (Deltangi) — Ностальгия. (5:28)
11. بغض (Boghz) — Слёзы. (6:28)
12. عصا (Asâ) — Тростник. (4:19)

## Участники записи
- Исполнитель: Мохсен Чавоши
- Авторы музыки: Мохсен Чавоши, Мохаммад-Реза Ахари
- Авторы песен: Мохсен Чавоши, Хоссейн Сафа, Амир Арджейни, Эслам Вали Мохаммади